# تاكاو سايتو
تاكاو سايتو (باليابانية: さいとう・たかを) مانغاكا ياباني. ومن أشهر أعماله غولغو 13 أطول مانغا فردية في العالم حيث وصلت الآن إلى 202 مجلدًا.

## مسيرته
ولد سايتو في محافظة واكاياما عام 1936. بعد تخرجه من المدرسة الإعدادية، درس المانغا أثناء عمله في محل حلاقة مملوك لعائلته. كان ظهوره الأول على الصعيد المهني في سن التاسعة عشر من خلال Kūki danshaku (البالون الهوائي) التي حققت نجاحًا في سوق تأجير الكتب الذي كان مزدهراً في تلك الفترة، وقام بالاشتراك مع تاتسومي يوشيهيرو وآخرين بتأسيس Gekiga Kōbō، لضم مجموعة من الفنانين الذين يعملون على خلق أسلوب جديد وجاد للكوميديا يسمى غيكيغا. في وقت لاحق، أصبح شخصية محورية في طفرة غيكيغا، التي حققت نجاحات كاسحة في منتصف الستينيات.